# Valmvattnet
Valmvattnet är en sjö i Åsele kommun i Lappland och ingår i Ångermanälvens huvudavrinningsområde. Sjön har en area på 0,142 kvadratkilometer och ligger 308,3 meter över havet. Sjön avvattnas av vattendraget Kultran.

## Delavrinningsområde
Valmvattnet ingår i det delavrinningsområde (709999-155837) som SMHI kallar för Utloppet av Valmvattnet. Medelhöjden är 351 meter över havet och ytan är 1,89 kvadratkilometer. Räknas de 9 avrinningsområdena uppströms in blir den ackumulerade arean 41,19 kvadratkilometer. Kultran som avvattnar avrinningsområdet har biflödesordning 2, vilket innebär att vattnet flödar genom totalt 2 vattendrag innan det når havet efter 172 kilometer. Avrinningsområdet består mestadels av skog (76 procent) och sankmarker (12 procent). Avrinningsområdet har 0,14 kvadratkilometer vattenytor vilket ger det en sjöprocent på 7,5 procent.